# Comet (char)
Pour les articles homonymes, voir Comet.
Le Comet (A-34) est le dernier char de combat britannique entré en fonction durant la Seconde Guerre mondiale (décembre 1944). Il fut utilisé aussi durant la guerre de Corée.

## Conception et développement

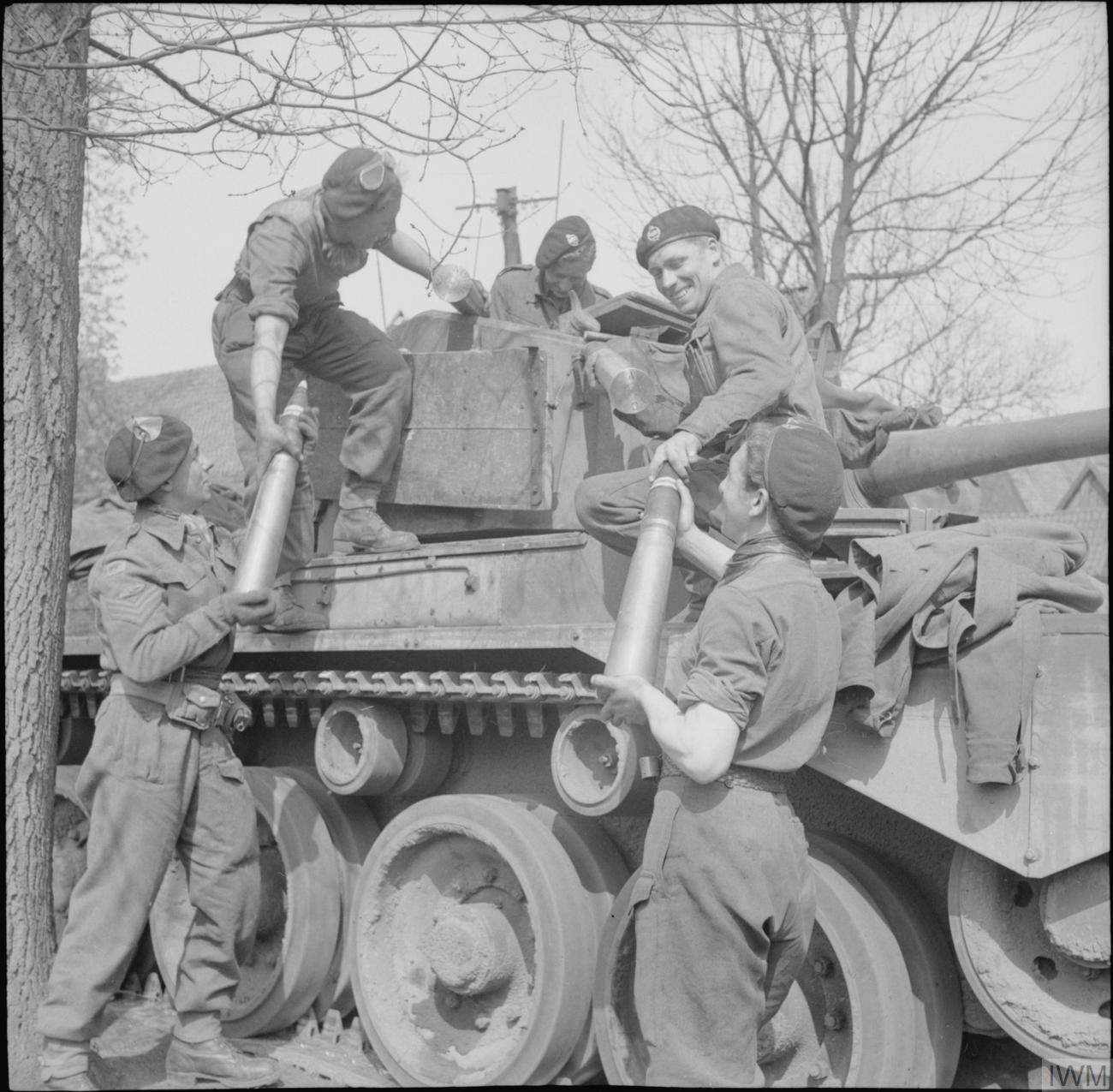
Chargement d'obus de 77 mm HV à bord d'un char Comet.

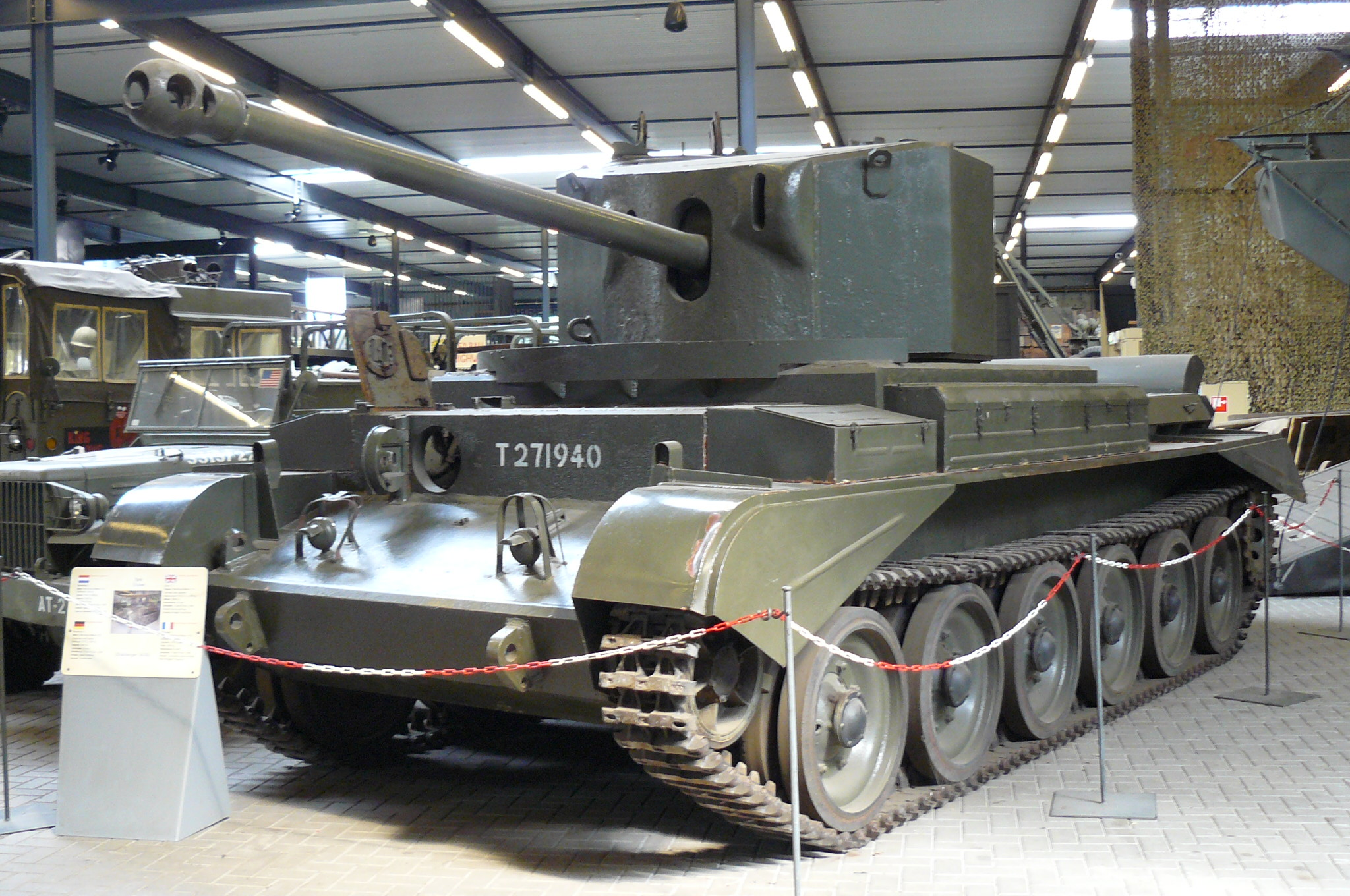
Char A30 Challenger

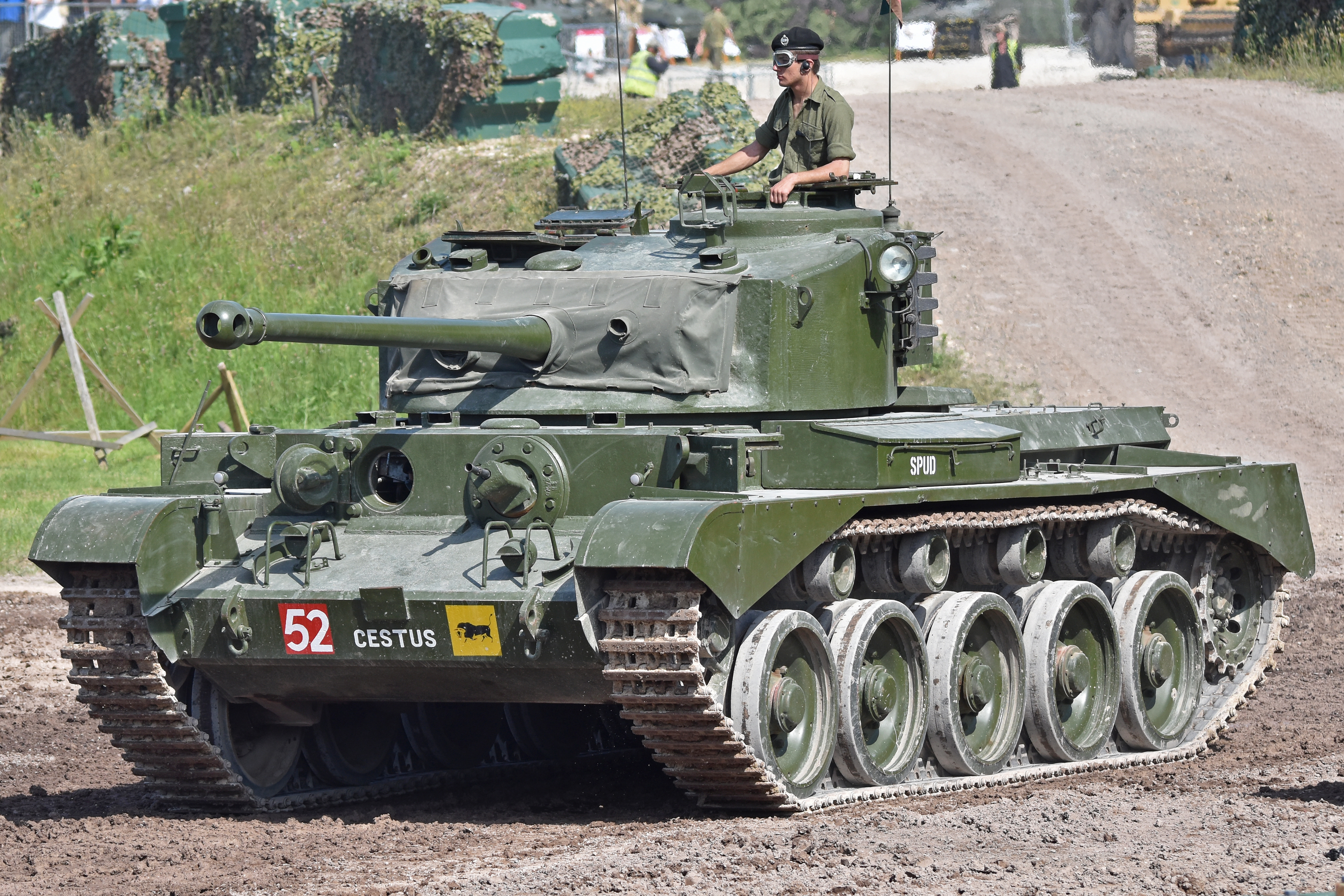
A34 Comet I ‘SPUD’ du musée de Bovington en état de marche

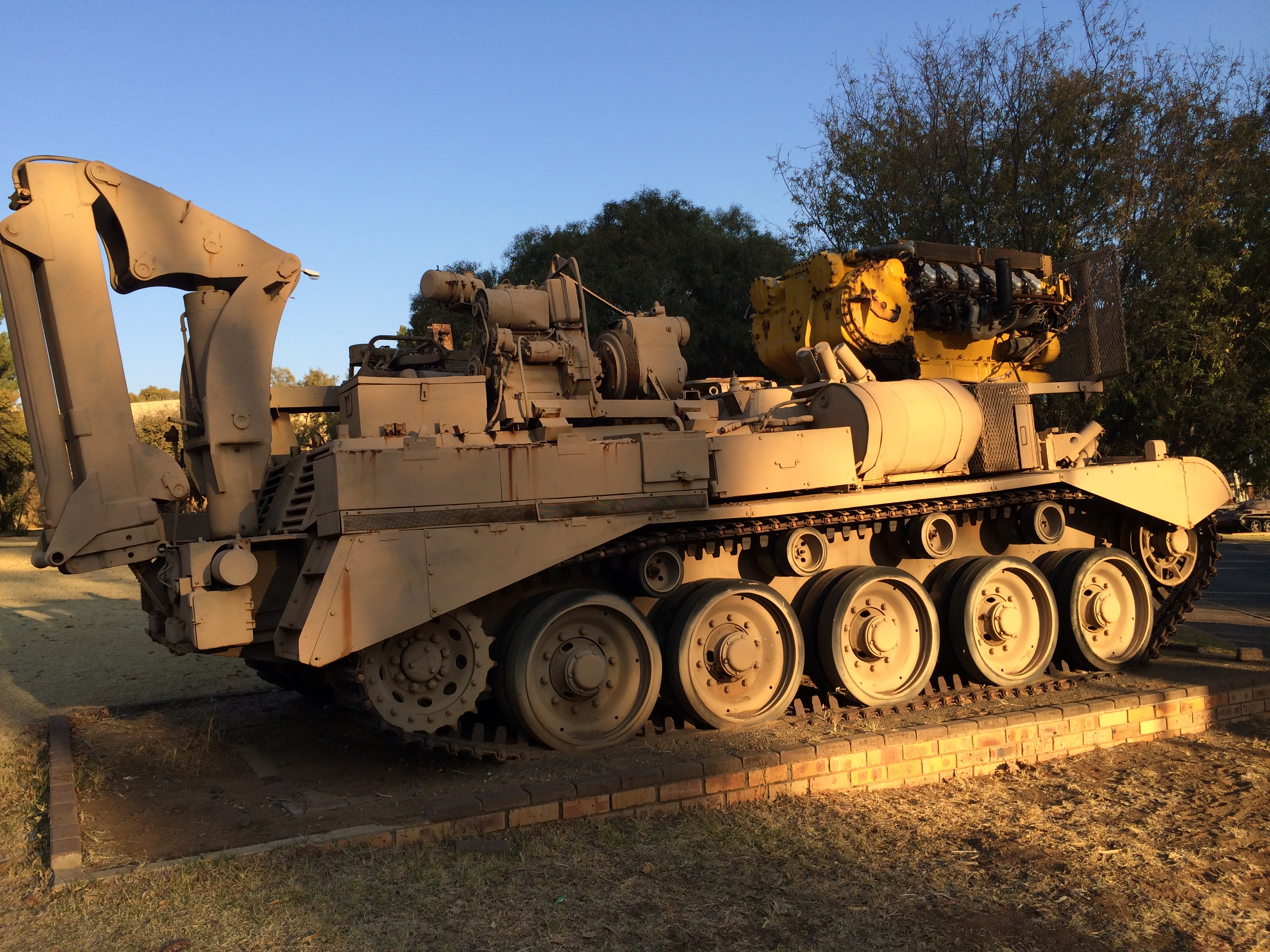
Un Comet en version du génie exposé en Afrique du Sud;

Les combats contre les Allemands durant la guerre du désert avaient démontré les nombreuses insuffisances des chars cruisers britanniques. Une demande fut donc faite en 1941 à Nuffield Organisation et à Leyland Motors Ltd pour un nouveau cruiser lourd enfin supérieur aux modèles allemands. Pour des raisons d'économie et d'efficacité, ce nouveau char devait reprendre autant d'éléments que possible du modèle alors en production, le Crusader.
Les premières propositions furent celle de Nuffield Organisation, le Cavalier, propulsé par un moteur Nuffield-Liberty L12, et celle de Leyland, le Centaur, avec le même moteur, mais la possibilité d'utiliser aussi le moteur Rolls-Royce Meteor de 600 ch quand celui-ci deviendrait disponible.
Le Cromwell équipé de ce moteur fut le successeur du Cavalier et du Centaur. Le Rolls-Royce Meteor, très fiable, lui donnait une bonne mobilité, mais d'autres problèmes apparurent. Le Cromwell avait tendance à perdre ses chenilles si leur tension n'était pas maintenue correctement, ou s'il tournait trop vite ou trop court. Il y avait aussi des problèmes de casse de suspension, dus en partie à sa grande vitesse.
Les projets de chars Comet et Tortoise ont tous deux été explicitement ralentis en raison d'un très faible nombre de dessinateurs disponibles. Le premier projet a été encore retardé par une épidémie de grippe dans les usines de Leyland Motors et du manque de personnel au sein de l'équipe de conception/dessin, ce qui a fait passer des objectifs de production pour 1944, définis en 1943 à hauteur de 1 127 chars à seulement 300.
Après les combats de la bataille de Normandie en juin 1944, il devint aussi évident que les chars britanniques avaient besoin d'un canon capable de percer l'excellent blindage des chars allemands Panzer IV, Panther et Tigre.
Le plan originel était d'associer un Sherman Firefly (un Sherman M4 muni du canon QF 17 livres) à chaque unité de Cromwell, dans la proportion d'un Firefly pour trois Cromwell, mais cela s'avéra difficile, du fait de la maintenance différente et des problèmes logistiques que cela provoquait. Un Cromwell équipé du même canon sembla la bonne solution. Un résultat intermédiaire fut le Challenger (A-30).
Avec le Comet, les ingénieurs corrigèrent certains défauts du Cromwell (le problème de chenilles et de suspension) et augmentèrent ses qualités, sa faible hauteur et sa grande vitesse. Ils utilisèrent un nouveau canon, le 77 mm HV. Celui-ci utilisait le même calibre de munition (76,2 mm) que le canon Ordnance QF 17 pounder, mais l'étui des obus était celui du vieux canon QF 3 inch 20 cwt (avec une pression de poudre supérieure), et donc non compatible avec les munitions du canon 17 livres. Il avait une vitesse initiale plus faible que celui-ci, mais ses obus étaient plus compacts et plus facilement stockés et manipulés dans l'espace confiné d'un char. Il y avait d'autres améliorations : le blindage était supérieur, la tourelle et la caisse étaient soudés avec un masque de canon renforcé, les munitions étaient stockées dans des casiers blindés, la suspension était renforcée, des rouleaux de retour pour la chenille ajoutés et le mouvement de la tourelle était électrifié (un élément emprunté au char Churchill) grâce à un générateur alimenté par le moteur principal.
La vitesse maximale du Comet (50 km/h) fut diminuée par rapport à celle du Cromwell (64 km/h) pour épargner la suspension, certains éléments du moteur et diminuer l'usure des chenilles.
Le premier prototype fut prêt en février 1944 et les premiers modèles livrés en septembre de la même année. À la fin de la guerre, 1 186 unités avaient été produites.

## Histoire au combat
La 11e division blindée britannique fut la première à recevoir les nouveaux chars en décembre 1944, et la seule à en être complètement équipée avant la fin de la guerre. Arrivé tard sur le champ de bataille, le Comet ne participa à aucun engagement majeur, même s'il prit part à la traversée du Rhin et au défilé de la victoire à Berlin en juillet 1945. Sa vitesse de 50 km/h fut très appréciée sur les autoroutes allemandes.
Durant la guerre de Corée (1950-1953), le Comet fut utilisé aux côtés du Centurion, un char plus lourd introduit à titre expérimental à l'extrême fin de la Seconde Guerre mondiale (et basé en partie sur le Comet). Le Comet resta en fonction dans les forces britanniques jusqu'en 1958, où les exemplaires survivants furent vendus à des armées étrangères ; certains restèrent en fonction jusque dans les années 1980, par exemple en Afrique du Sud.

## Utilisateurs
- Royaume-Uni
- Afrique du Sud
- Birmanie
- Cuba
- Finlande
- Irlande

### Birmanie
L'armée de terre birmane en fait défiler en mars 2021 avec d'autres véhicules blindés britanniques de la Seconde Guerre mondiale.

### Cuba
À la suite du déclenchement de la révolution cubaine, le régime de Fulgencio Batista tente d’accroître la puissance de son armée et reçoit quinze A34 Comet en décembre 1958. En mauvais état mécanique et considérés comme moins puissants que les T-34/85 en cours de livraison dans les forces armées cubaines après la victoire de Fidel Castro, ils ne seront pas utilisés au combat par le nouveau régime.

### Finlande

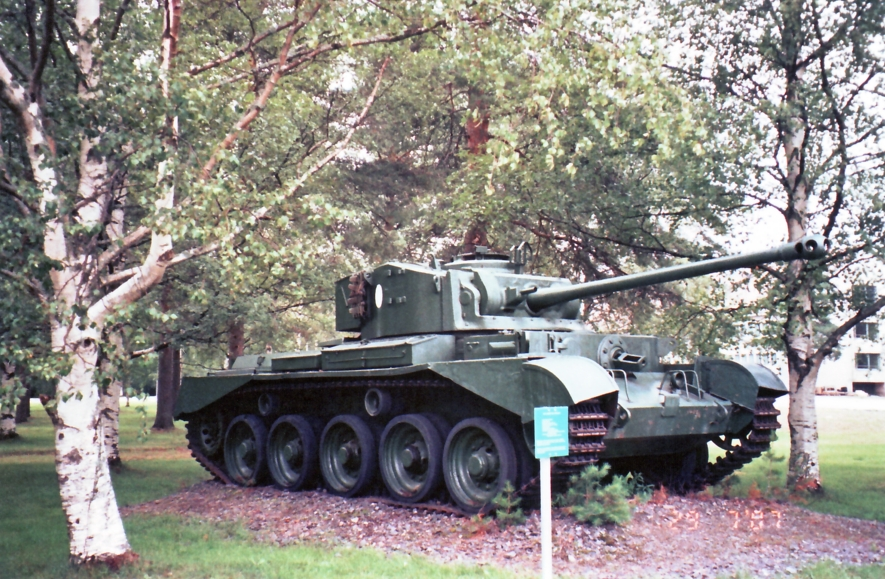
Un Comet en Finlande, 2007.

41 Comet Mk I Model Bs furent aussi utilisés par la brigade blindée de l'armée de terre finlandaise jusqu'en 1970. Ils furent stockés jusqu'en 2007, où 4 d'entre eux furent vendus aux enchères.

### Irlande
Huit Comet furent livrés à l’armée irlandaise à partir de 1959. De sévères coupes budgétaires limitèrent leur durée de vie, car trop peu de pièces détachées furent achetées en même temps. Le Comet intéressait l'armée irlandaise, car il était bon marché, à l'achat comme à l'entretien, avait une faible pression au sol et de bonnes capacités anti-char. Cependant, des amorces défectueuses entraînèrent le retrait des obus HE, ce qui limitait ce rôle. En 1969, les munitions de 77 mm elles-mêmes commencèrent à se faire rare. L'armée irlandaise essaya de remplacer la tourelle par un affût pour un canon de 90 mm Bofors Pansarvärnspjäs 1110 sans recul, mais le projet fut reporté par manque de fonds. Le dernier obus de 77 mm fut tiré en 1973 et les Comet retirés du service peu après. Un exemplaire est conservé au camp de Curragh, et deux autres dans d'autres casernes.